# Come & Get It
Come & Get It – pierwszy singel amerykańskiej piosenkarki Seleny Gomez, promujący jej pierwszy album studyjny, zatytułowany Stars Dance. Singel został wydany 7 kwietnia 2013 roku. Twórcami tekstu utworu są Ester Dean, Mikkel S. Eriksen i Tor Erik Hermansen, natomiast jego produkcją zajął się zespół Stargate.
„Come & Get It” jest utrzymany w stylu muzyki electropop i bhangra. Utwór otrzymał dobre recenzje od krytyków muzycznych, którzy chwalili użycie tabla i motyw Bollywood. Singel dotarł do pierwszej dziesiątki list w Stanach Zjednoczonych, Kanadzie i Wielkiej Brytanii.
Aby promować piosenkę Gomez wykonywanała m.in. na MTV Movie Awards 2013, The Ellen Degeneres Show, Dancing with the Stars i Billboard Music Awards 2013. Podczas MTV Video Music Awards 2013 Gomez odebrała statuetkę w kategorii Najlepszy teledysk popowy.

## Lista utworów
- Digital download[1]

1. „Come & Get It” – 3:51

- Digital download (Remixes)[2]

1. „Come & Get It” (Jump Smokers Extended Remix) – 4:12
2. „Come & Get It” (Robert DeLong Remix) – 4:36
3. „Come & Get It” (Cahill Club Remix) – 7:04
4. „Come & Get It” (Fred Falke Club Remix) – 8:35
5. „Come & Get It” (DJ M3 Mixshadow Extended Remix) – 5:31
6. „Come & Get It” (Dave Audé Club Remix) – 6:10

## Notowania i certyfikaty
| Lista (2013)                          | Najwyższa pozycja |
| ------------------------------------- | ----------------- |
| Australia (Top 50 Singles)            | 46                |
| Austria (Ö3 Austria Top 40)           | 53                |
| Belgia (Ultratop 50 Singles, Walonia) | 15                |
| Czechy (Rádio – Top 100)              | 22                |
| Dania (Track Top-40)                  | 34                |
| Francja (Top Singles & Titres)        | 34                |
| Hiszpania (PROMUSICAE)                | 40                |
| Holandia (Single Top 100)             | 84                |
| Irlandia (Singles Chart)              | 6                 |
| Kanada (Billboard Canadian Hot 100)   | 6                 |
| Niemcy (Media Control Charts)         | 58                |
| Norwegia (VG-Lista)                   | 16                |
| Nowa Zelandia (Recorded Music NZ)     | 14                |
| Słowacja (Rádio – Top 100)            | 37                |
| Stany Zjednoczone (Hot 100)           | 6                 |
| Szwajcaria (Singles Top 100)          | 42                |
| Węgry (Rádiós Top 40 játszási lista)  | 28                |
| Wielka Brytania (UK Singles Chart)    | 8                 |
| Włochy (FIMI)                         | 66                |

| Lista (2013)                        | Najwyższa pozycja |
| ----------------------------------- | ----------------- |
| Kanada (Billboard Canadian Hot 100) | 36                |
| Stany Zjednoczone (Hot 100)         | 33                |
| Wielka Brytania (UK Singles Chart)  | 144               |

| Państwo                  | Status             |
| ------------------------ | ------------------ |
| Australia (ARIA)         | złota płyta        |
| Dania (IFPI Dania)       | złota płyta        |
| Kanada (Music Canada)    | 2× platynowa płyta |
| Meksyk (AMPROFON)        | złota płyta        |
| Nowa Zelandia (RMNZ)     | złota płyta        |
| Stany Zjednoczone (RIAA) | 3× platynowa płyta |
| Wenezuela (APFV)         | złota płyta        |
| Wielka Brytania (BPI)    | srebrna płyta      |
| Streaming                |                    |
| Norwegia (IFPI Norwegia) | platynowa płyta    |

## Historia wydania
| Region            | Data            | Format           | Wytwórnia | Źródło        |
| ----------------- | --------------- | ---------------- | --------- | ------------- |
| Świat             | 7 kwietnia 2013 | Digital download | Hollywood | [ 34 ]        |
| Stany Zjednoczone | 9 kwietnia 2013 | Mainstream radio | Hollywood | [ 35 ]        |
| Wielka Brytania   | 14 lipca 2013   | Digital download | Hollywood | [ 36 ] [ 37 ] |